# 내 마음 나도 몰라
<내 마음 나도 몰라>는 1977년 공개된 대한민국의 영화이다. 대구에 사는 한 여학생의 실화를 다룬 영화로 원래 <마음의 행로>라는 제목으로 개봉될 예정이었지만 개봉을 얼마 앞두고 <내 마음 나도 몰라>로 제목이 수정되었다고 한다. 당시 영화 <49제>를 마치고서 새 영화를 준비하던 김지미는 <내 마음 나도 몰라>의 대본을 읽어보더니 자기가 어렸으면 꼭 한번 해보고 싶은 역이라고 했다 한다. 원래 이 영화의 주연은 거의 정해진 배우가 있었지만 현이와 덕이로서 유명해진 장현 · 장덕 남매가 함께 출연한 영화 <선생님 안녕>에서 단역으로 출연한 장덕을 우연히 임원식 감독이 대면하게 되고 자신의 차기 영화 <내 마음 나도 몰라>의 주연으로 딱 맞는 소녀라고 하면서 장덕의 어머니에게 자신의 영화에 덕이가 주연으로 출연해 줄 것을 부탁했다고 한다. 그래서 결국 <내 마음 나도 몰라>의 주연은 장덕이 차지하게 되었다(장덕의 아역 연기는 강수연이 맡았다.) <내 마음 나도 몰라>는 장덕의 오빠 장현이 주연으로 출연한 <선생님 안녕>과 함께 그 해의 우수 영화로 상을 받았다.

## 줄거리
경주에서 이삿짐 센터를 경영하는 윤영호씨의 둘째딸 향숙은 공부뿐만 아니라 모든일에 열성이다. 어느날 자신이 현재 부모의 친자식이 아님을 알고 고민한다. 향숙은 6년 전 불량배에게 유괴되어 기억상실증에 걸린 것을 데려다 기른 것이다. 어느날 영화를 보러 간 향숙은 내용이 자신과 비슷한 처지임을 느끼고 뛰어나오다가 교통사고를 당한다. 이 사고로 향숙은 기억을 회복한다. 그리하여 대구로 친부모를 찾아 떠나고 양부모는 이별의 슬픔에 잠겨 있으나 딸의 행복을 빌며 그녀를 보낸다.

## 배역
- 장덕 - 향숙 역
- 백일섭
- 윤연경
- 김난영
- 현주
- 윤선영
- 임애정
- 김영숙
- 정혜숙
- 김경란
- 김기범
- 이예성
- 송일근
- 임성포
- 신동욱
- 이영호
- 이순재
- 강수연